# Kostel Nanebevzetí Panny Marie (Most, kapucínský)
Kostel Nanebevzetí Panny Marie je zaniklý římskokatolický chrám v Mostě. Byl součástí areálu tamního kapucínského kláštera, který se nacházel v původním Mostě v Ruské ulici, západně od centra města.

## Historie

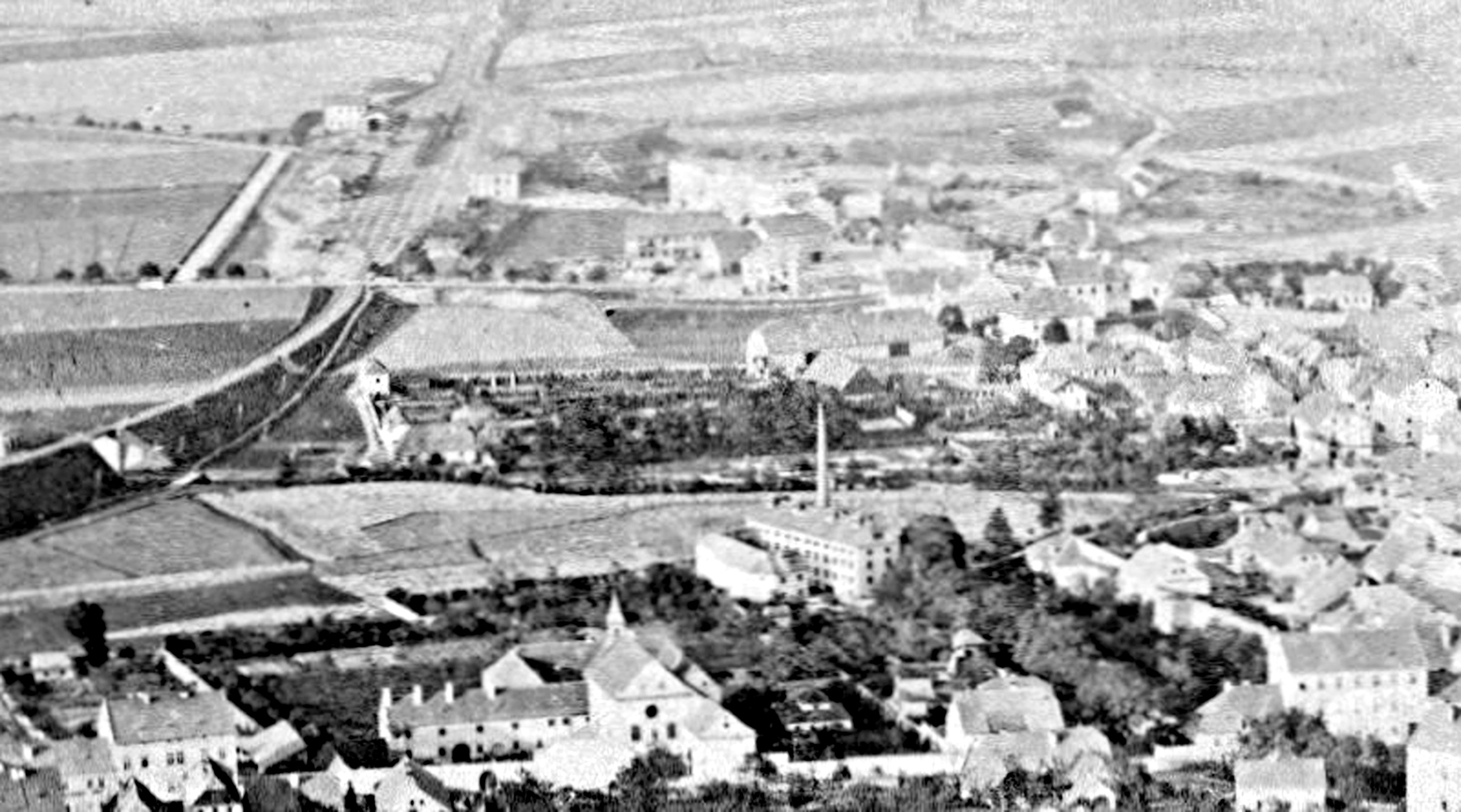
Klášter kapucínů s kostelem (na snímku v popředí dole) na počátku 20. století

Kapucíni do Mostu přišli v roce 1616, základní kámen kostela byl položen o dva roky později. Stavba chrámu se protáhla a trvala až do druhé poloviny 20. let 17. století. Vysvěcen byl 16. května 1627 kardinálem Arnoštem Vojtěchem z Harrachu, původní patrocinium odkazovalo k Nanebevzetí Panny Marie, svatému Vilémovi a svaté Anežce Římské. Jednolodní bezvěžový kostel měl typický styl řádové kapucínské architektury s charakteristickým trojúhelníkovým štítem a dlouhým odsazeným pravoúhlým kněžištěm. Konvent zanikl v roce 1950, kdy z něj byli řeholníci vyhnáni v rámci Akce K. Ačkoli byl klášter s kostelem zapsán jako kulturní památka, dne 25. října 1968 byl kostel odstřelen v rámci demolice celého původního Mostu kvůli rozšiřující se těžbě uhlí. Posléze byl zbořen i klášter.